# Lécito de Hipnos y Tánatos

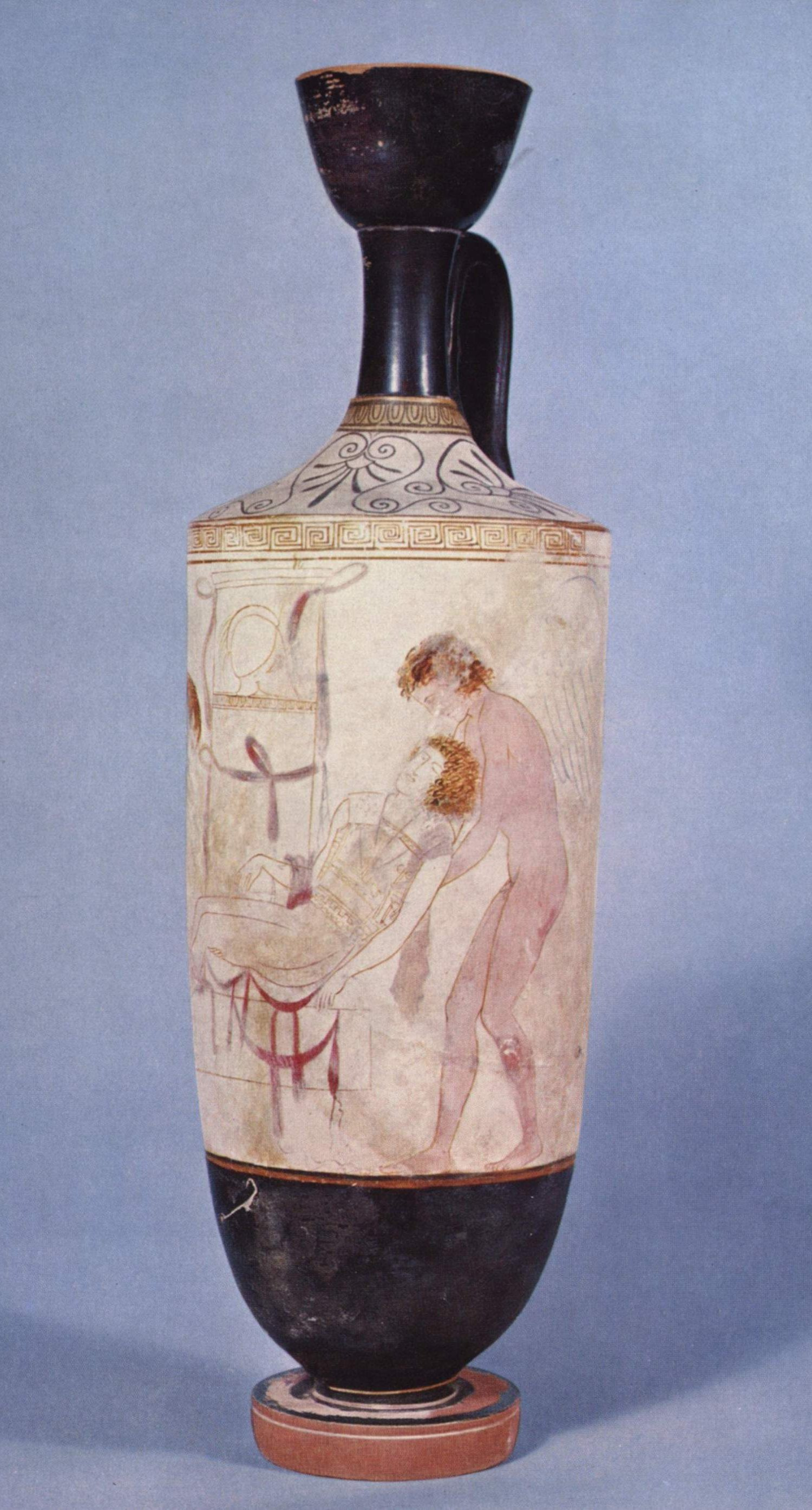
Imagen completa del lécito, expuesto en el Museo Británico.

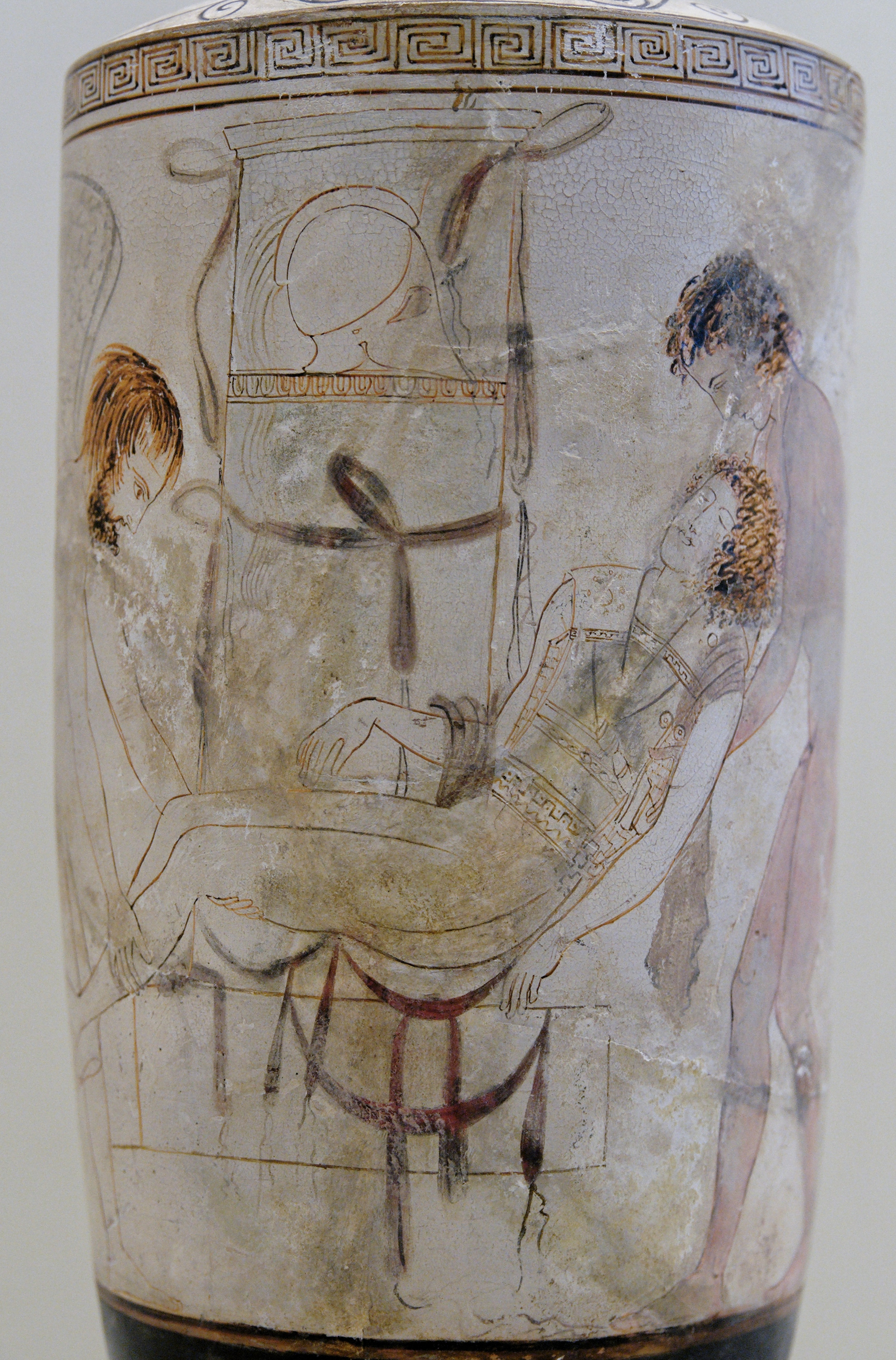
Detalle donde se ven Hipnos, Tánatos y Sarpedón.

El lécito de Hipnos y Tánatos es un vaso funerario, hecho en los alfares del Ática (Antigua Grecia) y datado entre 430 a. C. - 400 a. C.

## Origen, autor y simbología
La cerámica de 49 cm, fue hallada en el interior de la tumba de un antiguo ciudadano ateniense situada en Eretria, (griego «Ερέτρια»), que fue una ciudad de la Antigua Grecia, localizada en la costa occidental de la isla de Eubea, enfrente de la costa del Ática al otro lado del estrecho golfo euboico (hay una moderna ciudad griega con el mismo nombre en el lugar antiguo). La pieza pertenece desde el año 1893 al Museo Británico de Londres tras ser comprada a Ernest Renton, y tiene asignado el número de inventario 1876,0328.1 o vaso D58.
El Pintor de Tánatos debe su nombre a este gran lécito de 48 cm. La urna funeraria está decorada con tres personajes: Tánatos (la Muerte), barbudo, sosteniendo los pies del difunto, mientras que su hermano Hipnos (el Sueño), aquí representado lampiño, le sujeta por los hombros. Ambos sostienen a Sarpedón. Se trata de un tema clásico, habitualmente reservado a los héroes muertos. Un casco corintio aparece sobre la tumba, dejando así suponer que el muerto es un soldado o simple mortal. El hecho de que los colores hayan cambiado a tonos marrones, indica que la policromía original fue bastante limitada.
En la simbología: Hipnos, (en griego Ύπνος Hypnos, ‘sueño’, cuya madre era Nix, la noche, que lo tuvo sin intervención masculina, aunque en alguna otra tradición su padre fue Érebo) es el sueño, y su hermano gemelo Tánatos (en griego antiguo Θάνατος Thánatos, ‘muerte’) es la muerte apacible. La muerte violenta era el dominio de sus hermanas y amantes de la sangre, las Keres, asiduas al campo de batalla.

## Características
- Estilo: griego, de los talleres de Ática
- Autor: Anónimo
- Técnica: engobe
- Material: cerámica
- Altura: 38,1 centímetros